# Frequency - Il futuro è in ascolto
Frequency - Il futuro è in ascolto (Frequency) è un film di fantascienza del 2000, diretto da Gregory Hoblit, che narra le vicende di un uomo che riesce a mettersi in contatto, tramite una ricetrasmittente, col padre morto trent'anni prima.

## Trama
10 ottobre 1969. Frank Sullivan è un vigile del fuoco che ama il suo lavoro e non pensa due volte a mettere a rischio la sua stessa vita pur di salvare chi si trova in pericolo. Riesce a salvare due operai rimasti chiusi in un condotto sotterraneo, dove alcuni cavi dell'alta tensione sono rimasti scoperti dopo che un camion di benzina ha avuto un incidente e la benzina si è riversata all'interno del condotto. Mentre tutti danno per spacciati i due operai, lui è l'unico a non perdersi d'animo e a scendere nel condotto. Salvati gli operai, esce per ultimo poco prima che i cavi tocchino la benzina causando un'enorme esplosione.
Tornato a casa, lo attende sua moglie infermiera e suo figlio di sei anni, John, con i quali ha uno splendido rapporto; questo idillio purtroppo avrà fine due giorni dopo: durante un incendio in un deposito abbandonato, Frank morirà cercando di salvare una ragazza rimasta intrappolata.
10 ottobre 1999. John è cresciuto ed è diventato un agente di polizia della sezione omicidi. Egli indaga su un serial killer che decenni prima ha ucciso tre ragazze, tutte infermiere. Durante uno scavo in un cantiere, viene rinvenuto lo scheletro di una ragazza morta diversi anni prima, un'infermiera anch'essa. Si pensa possa essere stata la prima vittima del killer, cosicché le ragazze uccise salgono a quattro. Intanto John ha un brutto litigio con Samantha, la sua ragazza, la quale va via di casa (la stessa in cui lui viveva da piccolo). In seguito egli rinviene una vecchia ricetrasmittente del '69, appartenuta a suo padre. Spinto dal suo migliore amico Gordo e dal figlio di quest'ultimo, decide di metterla in funzione. Grazie ad una straordinaria tempesta solare sopra New York, tempesta che accade contemporaneamente anche nel 1969, riesce a mettersi in contatto col suo stesso padre, il giorno prima che egli muoia.
Spiazzato dall'evento, e dopo una serie di prove che lo convincono di parlare davvero con suo padre, capisce subito che si tratta di un'incredibile occasione per impedirgli di morire. Questi, però, non sa se credergli o meno; solo il giorno successivo avrà la prova dell'autenticità dell'evento, grazie alla partita di baseball il cui risultato gli era stato pronosticato da John stesso. Così, all'interno del deposito, seguendo il consiglio di John, prende una via diversa da quella che aveva intenzione di prendere e riesce a salvarsi. Ben presto John è invaso da nuovi ricordi, ricordi di una vita col padre che non aveva mai avuto; nel contempo, nella sua memoria continuano a rimanere i ricordi originali, per cui lui è l'unico a ricordare come siano andate davvero le cose. Nonostante tutto, però, Frank morirà lo stesso: accadrà venti anni dopo l'incendio del deposito, a causa di un cancro derivato dal suo vizio di fumare. John rivela a Frank i risultati delle partite di baseball successive, la sua vita, e la gioia di sapere suo padre ancora vivo, quindi John lo esorta a smettere di fumare, con poco successo. Infine, prima di lasciarsi e andare a dormire, Frank esprime al figlio il suo affetto, e lui ricambia. Tutto sembra andare per il meglio; però quella notte John ha un sonno movimentato da strani incubi.
Il giorno dopo egli fa una terribile scoperta: sua madre è morta nel 1969, una settimana dopo il suo ultimo dialogo con suo padre via radio. Cerca allora Samantha, ma scopre che quest'ultima non lo ha mai conosciuto. Infine, arrivato alla centrale di polizia, scopre che il numero di omicidi compiuti dal killer non è più tre ma dieci, e fra le vittime è compresa sua madre. Frank, infatti, ha involontariamente cambiato il corso della storia, salvando la vita al serial killer che, nella linea temporale originale, era morto nel 1969.
Frank, saputa la notizia, vorrebbe andare via con tutta la famiglia, trasferirsi altrove, ma John essendo poliziotto non può permettere che le altre nove vittime vengano uccise. Così, attraverso suo padre, indaga per scoprire l'assassino. Grazie all'intervento di Frank, una delle vittime viene risparmiata; ma quando Frank cerca di pedinare la seconda, per scoprire l'assassino, questi lo sorprende e lo colpisce, facendolo svenire. Il malvivente gli ruba la patente contenuta nel portafogli, quindi va ad uccidere la seconda vittima. Frank, risvegliatosi, giunge sul posto, ma trova la donna ormai morta e decide di tornare a casa e ritentare ancora. Il giorno dopo, però, viene arrestato poiché sospettato dell'omicidio della ragazza; infatti l'assassino ha posto la patente di Frank sotto il corpo della donna.
Frank cerca di scagionarsi rivelando la verità riguardo a suo figlio nel futuro, ma Satch, suo amico nonché detective della polizia incaricato di interrogarlo, non riesce a credergli. Rivela allora alla moglie di Frank che quest'ultimo afferma di parlare con suo figlio nel futuro, e anch'essa rimane incredula e confusa. Prima di andare, però, Frank ha detto a Satch i risultati della partita di baseball che si teneva in quel momento, che a sua volta gli sono stati svelati da suo figlio; Satch comprende allora che l'uomo non mentiva. Intanto, l'assassino entra nella stazione di polizia e cerca di uccidere Frank, salvandosi solo perché fermato da un altro poliziotto; questi però non si rende conto dell'arma tenuta dall'assassino, il quale gli mostra il suo distintivo da poliziotto.
Si tratta infatti di Jack Shepard, poliziotto che, ormai in congedo, nel passato originale, era morto a seguito di una somministrazione sbagliata in ospedale. Infatti, nel passato originale, dopo la morte di Frank nell'incendio, la moglie viene portata via dall'ospedale dall'amico Satch; adesso però che Frank non è mai morto, ella continua a lavorare in ospedale e ferma un giovane medico che stava per somministrare un medicinale errato ad un paziente. Tale paziente era appunto Jack Shepard. Questi torna nella stanza in cui è rinchiuso Frank, il quale prepara una trappola e riesce a fuggire. Scoperto l'indirizzo di Jack, va in casa sua per cercare delle prove ma, scoperto da Jack, lotta con lui finché Frank è costretto a fuggire inseguito dall'assassino. Intanto Satch e i suoi uomini riescono ad entrare in casa di Jack e scoprono una scatola contenente collane appartenute alle infermiere uccise; quindi partono al suo inseguimento. Frank e Jack combattono quindi in acqua, ma alla fine Frank colpisce ripetutamente l'altro con un punteruolo trovato sott'acqua e torna in superficie. L'altro non emerge, quindi viene dato per morto; la polizia però non riesce a trovare il corpo.
La sera Frank torna a casa e comunica la morte dell'assassino al figlio; John però non ricorda affatto che sua madre è ancora viva; al contrario le foto che possiede lo mostrano senza madre. Mentre discutono, John viene attaccato da qualcuno: è l'assassino, che cercherà di ucciderlo. Frank non farà in tempo a chiedere cosa stia succedendo al figlio, che egli stesso viene attaccato dallo stesso assassino. Così entrambi si ritrovano a combattere lo stesso nemico con 30 anni di differenza, riuscendo a trasmettere i rumori della lotta attraverso la radio. Nel passato, Jack lega con delle manette Frank ad una porta, poi cerca di strangolare sua moglie; John bambino si sveglia e cerca di aiutare sua madre; così l'assassino lo prende come ostaggio. Nel presente, Jack è in procinto di sparare a John, ma nel passato la moglie di Frank salta addosso all'assassino, che lascia stare il piccolo John, e Frank gli spara ad una mano con un fucile a pompa; Jack è allora costretto a fuggire. Nel presente, Jack assiste incredulo alla scomparsa della propria mano; poco dopo viene ucciso da qualcuno che si rivelerà lo stesso Frank, che ricordatosi che sarebbe accaduto quel fatto, va in aiuto del figlio con lo stesso fucile a pompa. La stanza comincia a cambiare e i mobili sono sostituiti da altri; con in mano il fucile, Frank, ormai anziano, aiuta il figlio ad alzarsi e lo abbraccia. Egli ha smesso di fumare, perciò sono salvi sia lui che la moglie.
Alcuni giorni dopo, si tiene una surreale partita di baseball fra padri e figli: partecipano John, Gordo, Frank e Satch, anche quest'ultimo ormai anziano. Gordo, grazie ad una dritta datagli da John adulto nel passato via radio, è diventato ricco con le azioni di Yahoo!. Al termine della partita, John corre ad abbracciare un bambino: è suo figlio, avuto con Samantha, con la quale nel presente alternativo si è sposato da alcuni anni.

## Produzione

### Cast
Dennis Quaid fu sottoposto ad un breve intervento per essersi infortunato durante le riprese.
Il fisico Brian Greene, oltre a essere stato uno dei consulenti scientifici del film, vi appare anche con un cameo in cui recita il ruolo di se stesso, durante un'intervista televisiva dove espone parte della teoria di cui è sostenitore.
Il film, che tratta di modificare il passato e il futuro, nonché le onde radio, ha oltre a questi temi vari attori in comune con la serie televisiva Lost: Elizabeth Mitchell e Shawn Doyle.

## Promozione
Il 25 aprile 2000 le squadre di baseball dei New York Mets e dei Cincinnati Reds hanno giocato con la loro divisa del 1969 per promuovere il film.

## Opere derivate

### Adattamenti televisivi
Nel novembre 2014, venne annunciato che Jeremy Carver avrebbe prodotto una serie TV reboot basata sul film. L'autore del film Toby Emmerich ha ricoperto il ruolo di produttore. Il Pilot per NBC è stato ordinato nel gennaio 2016 e la prima trasmissione ha avuto luogo ii 5 ottobre 2016. In Italia, il primo episodio è stato trasmesso su Premium Crime di Mediaset il 18 aprile 2017.

## Influenza culturale
Sul numero 3000 di Topolino appare la storia Paperino Paperotto e l'amico del 3000, la quale è chiaramente ispirata a questo film. Nel fumetto Paperino Paperotto grazie ad una radio riesce a mettersi in contatto con un ragazzino che lui crede viva nell'anno 3000. Alla fine della storia si scopre però che il ragazzino con cui il giovane Paperino parlava non era altro che suo nipote Quo.

## Riconoscimenti
- Saturn Award
  - Best Fantasy Film
- Blockbuster Entertainment Award
  - Favorite Supporting Actor - Suspense - Andre Braugher